# Archives nationales (Franța)

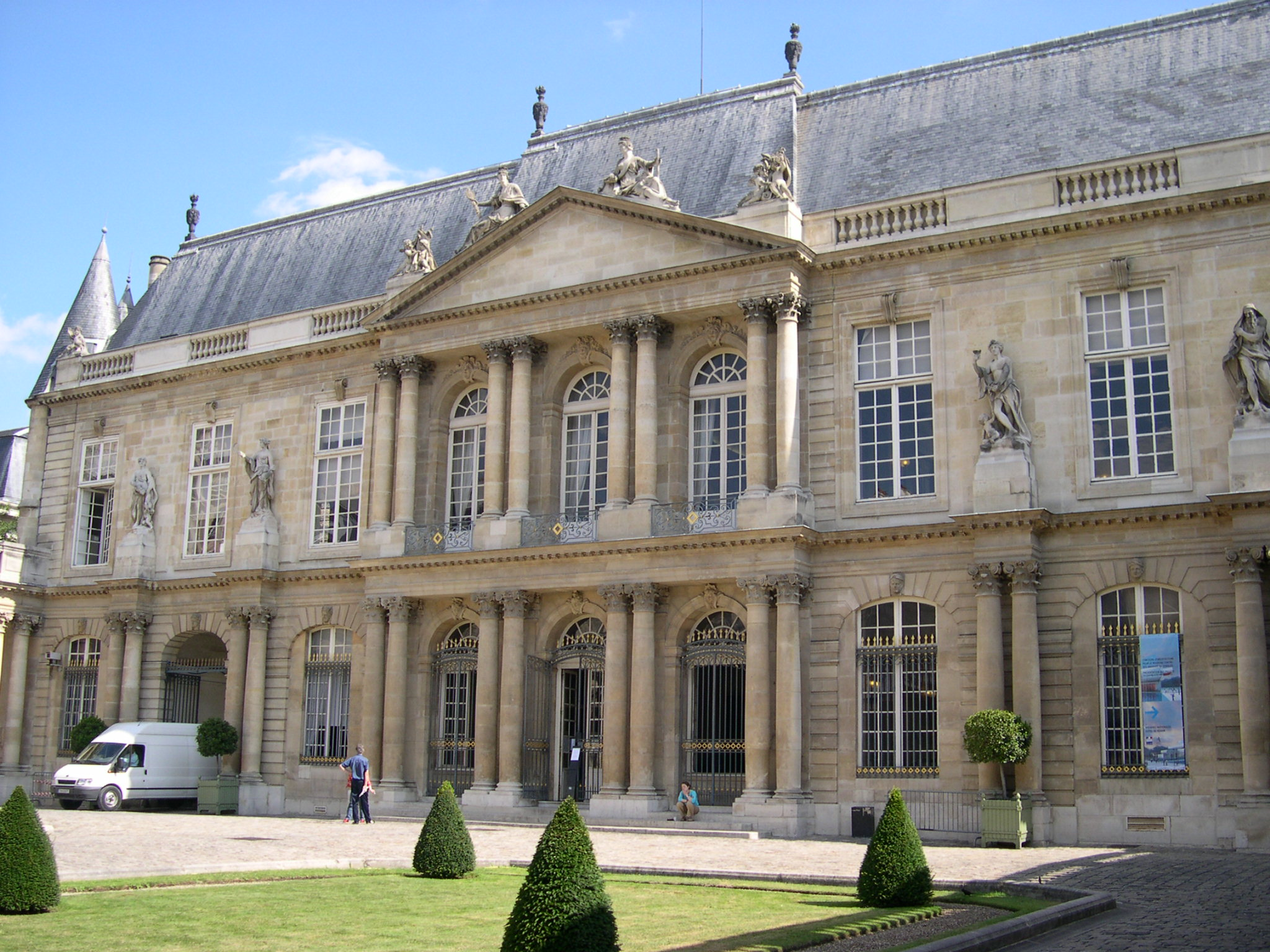
Una din clădirea recentă a arhivei din Paris din Marais

Archives nationales (română Arhivele Naționale) constituie Arhivele Naționale ale Franței. 
La 21 ianuarie 2013 a fost deschisă o nouă clădire în Pierrefitte-sur-Seine în departamentul Seine-Saint-Denis, la câțiva kilometri nord de Paris.
Arhive proprii au, de asemenea, Departamentul Apărării (Service historique de la défense), al Ministerului Afacerilor Externe (ministère des Affaires étrangères) și Ministerului Economiei și Finanțelor (Centre des archives économiques et financières). Departamentele (Département).
Arhivele Naționale franceze se află sub Direction des Archives de France în Ministerul Culturii (Ministère de la Culture). Se compun din cinci centre; începând cu 1 ianuarie 2007, patru dintre aceste centre reprezintă trei centre naționale de excelență.

## Locații
Centre historique des Archives nationales (CHAN) este situat într-un complex de clădiri, care este compus din Hôtel de Soubise și Hôtel de Rohan în Quartier Marais în Paris. Aici sunt adăpostite documentele din perioada de dinainte de 1958, arhiva șefilor de stat precum și documente private din toate epocile. Unele dintre aceste documente datează din perioada merovingiană. De la 1 ianuarie 2007, CHAN menține un serviciu comun cu Centre des archives contemporaines.
Centre des archives contemporaines se află din 1969 în Fontainebleau; aici sunt adăpostite în special documentele din perioada de după 1958.
Centre des archives d’outre-mer este situat din 1969 în Aix-en-Provence. Aici sunt acele documentele, care se referă la fostele teritorii franceze de peste mări, atât în raport cu departamentele guvernamentale relevante, precum și administrația colonială în sine. Din 1 ianuarie 2007, această arhivă are statutul unui centru național de excelență.
Archives nationales du monde du travail este din 1993 Roubaix. Acesta include documente referitoare la corporații, sindicate, asociații și arhitecți. De asemenea, această arhivă are, începând cu 1 ianuarie 2007, statutul unui centru de competență națională.
Centre national du microfilm et de la numérisation se află din 1973 în Château d’Espeyran în Saint-Gilles-du-Gard în Département Gard.

## Noua clădire în Pierrefitte-sur-Seine
În anul 2004 s-a decis pentru construcția unei noi arhive centrale în Pierrefitte-sur-Seine. A fost nevoie de 60 de kilometri liniari de la Hôtel de Soubise respectiv Hôtel de Rohan și 120 de kilometri liniari din Fontainebleau. Clădirea a fost proiectată de arhitectul italian Massimiliano Fuksas. Acesta este situată în linia imediată a terminus nordic al liniei Métro-Linie 13, Saint-Denis - Université și a Universität Paris VIII.

## Literatură
- Lucie Favier, René Rémond: La mémoire de l’État : histoire des Archives nationales. Fayard, Paris 2004, ISBN 2-213-61758-9.
- Jean Favier: Les Archives: détails et classification des fonds en France. Presses universitaires de France, coll. « Que sais-je ? », Nr. 805, Paris.
- Claire Béchu (Red.): Les Archives nationales, des lieux pour l'histoire de France : bicentenaire d'une installation (1808-2008). Somogy / Archives nationales, Paris 2008, ISBN 978-2-7572-0187-9.
- Philippe Béchu, Christian Taillard: Les Hôtels de Soubise et de Rohan. Somogy, Paris 2004, ISBN 2-85056-796-5.